# Mullskål
Mullskål (Pulvinula convexella) är en svampart som först beskrevs av Petter Adolf Karsten, och fick sitt nu gällande namn av Pfister 1976. Enligt Catalogue of Life ingår Pulvinula convexella i släktet Pulvinula, ordningen skålsvampar, klassen Pezizomycetes, divisionen sporsäcksvampar och riket svampar, men enligt Dyntaxa är tillhörigheten istället släktet Pulvinula, familjen Pyronemataceae, ordningen skålsvampar, klassen Pezizomycetes, divisionen sporsäcksvampar och riket svampar. Arten är reproducerande i Sverige. Inga underarter finns listade i Catalogue of Life.
I den svenska databasen Dyntaxa används istället namnet Pulvinula constellatio för samma taxon.  Arten är reproducerande i Sverige.